# 차송우
차송우(車松祐, ? ~ 1268년)는 고려의 무신이다. 본관은 연안(延安)이다.

## 생애
1258년(고종 45) 별장동정(別將同正)으로서 류경(柳璥)·김인준(金仁俊)·임연(林衍) 등과 함께 최의(崔竩)를 제거하여 위사공신(衛社功臣)에 책봉되었다. 이에 따라 차송우(車松祐)의 고향인 염주(鹽州)가 1259년(고종 46)에 지복주사(知復州事)로 승격되었다.
1262년(원종 3) 음력 10월 6일(양력 11월 19일) 공신당(功臣堂)이 중건되면서 장군 차송우는 공신으로 벽상(壁上)에 화상(畫像)이 그려졌다.
1266년(원종 7) 음력 8월 3일(양력 9월 3일) 장군 차송우(車松祐)가 송나라의 해적선 1척을 노획하였는데, 70여 인을 죽이고 5인을 사로잡았다.
1268년 장군 차송우(車松祐)는 대장군(大將軍) 최휘(崔暉), 장군 강보충(康保忠)·현수(玄壽)·박승익(朴承益), 낭장(郞將) 방중선(方仲山)·지준(池濬)·문성주(文成柱), 지유 갈남보(葛南寶) 등과 함께 김준(金俊)의 일당으로서 임연(林衍)에게 살해되었다.